# كاميرون سنكلير
كاميرون سنكلير (بالإنجليزية: Cameron Sinclair)‏ هو مهندس معماري بريطاني، ولد في 16 نوفمبر 1973 في لندن في المملكة المتحدة.

## وصلات خارجية
- الموقع الرسمي